# Ilex theezans
Ilex theezans är en järneksväxtart som beskrevs av Carl Friedrich Philipp von Martius. Ilex theezans ingår i släktet järnekar, och familjen järneksväxter. Utöver nominatformen finns också underarten I. t. riedelii.